# هولا (وی‌پی‌ان)
هولا یک نرم‌افزار فری‌میوم برای وب و تلفن همراه است که شکلی از خدمات یک شبکه خصوصی مجازی را برای کاربران خود فراهم می‌کند که از راه پیوند همتابه‌همتا در شبکه است.